# Wasilij Kosow (działacz)
Wasilij Władimirowicz Kosow (ros. Василий Владимирович Косов, ur. 10 marca 1910 w stanicy Uriupinskiej w Obwodzie Wojska Dońskiego, zm. 11 kwietnia 1996 w Jekaterynburgu) – radziecki działacz państwowy i partyjny.

## Życiorys
Od maja do września 1930 kierował wydziałem agitacyjno-propagandowym rejonowego komitetu Komsomołu w Kraju Dolnowołżańskim, potem był sekretarzem redakcji rejonowej gazety, potem kierownikiem wydziału organizacyjnego rejonowego komitetu Komsomołu i sekretarzem odpowiedzialnym rejonowego komitetu Komsomołu. Od 1931 należał do WKP(b), od października 1931 do czerwca 1932 był zastępcą dyrektora stanicy maszynowo-traktorowej, od października 1932 do grudnia 1934 służył w Armii Czerwonej, następnie był zastępcą dyrektora i dyrektorem fabryki, zastępcą sekretarza partyjnego komitetu zakładu metalurgicznego, pomocnikiem dyrektora elektrowni i zarządcą przedsiębiorstwa. Od grudnia 1937 do maja 1938 był instruktorem Komitetu Miejskiego WKP(b) w Swierdłowsku (Jekaterynburgu), od maja do grudnia 1938 I sekretarzem rejonowego komitetu WKP(b) w Swierdłowsku, od grudnia 1938 do lutego 1939 p.o. I sekretarza, a od lutego 1939 do marca 1940 I sekretarzem Komitetu Obwodowego Komsomołu w Swierdłowsku. Od marca 1940 do 12 marca 1941 kierował Wydziałem Organizacyjno-Instruktorskim Komitetu Obwodowego WKP(b) w Swierdłowsku, od marca 1941 do czerwca 1942 sekretarzem Komitetu Obwodowego WKP(b) w Swierdłowsku ds. kadr, od czerwca 1942 do kwietnia 1945 II sekretarzem Komitetu Miejskiego WKP(b) w Swierdłowsku, a od maja 1945 do grudnia 1946 organizatorem odpowiedzialnym KC WKP(b). Od grudnia 1946 do maja 1949 był II sekretarzem Komitetu Obwodowego WKP(b) w Nowosybirsku, od maja 1949 do lipca 1950 inspektorem KC WKP(b), od 1 lipca 1950 do 20 sierpnia 1953 II sekretarzem KC Komunistycznej Partii (bolszewików) Estonii i członkiem Biura KC KP(b)E, a od czerwca 1953 do sierpnia 1954 inspektorem KC KPZR. Od sierpnia 1954 do września 1955 kierował sektorem Wydziału Organów Partyjnych KC KPZR, od września do grudnia 1955 był inspektorem KC KPZR, od grudnia 1955 do kwietnia 1961 I sekretarzem Komitetu Obwodowego KPZR w Tiumeni, od 25 lutego 1956 do 17 października 1961 zastępcą członka KC KPZR, a od kwietnia 1962 do maja 1965 pomocnikiem dyrektora fabryki w Omsku ds. kadr, następnie przeszedł na emeryturę.

## Odznaczenia
- Order Lenina (dwukrotnie)
- Order Czerwonego Sztandaru Pracy (dwukrotnie - 1943 i 1957)
- Order Wojny Ojczyźnianej II klasy
- Złoty Medal Wystawy Osiągnięć Gospodarki Narodowej ZSRR (trzykrotnie)